# Club Atlético Torino
Il Club Atlético Torino è una società calcistica peruviana con sede nella città di Talara.
Durante la sua storia, ha militato per diciannove volte nella massima serie del campionato peruviano.

## Storia

### Fondazione e primi anni
Il Club Atlético Torino è stato ufficialmente fondato il 20 marzo 1957, anche se alcune fonti riportano il 20 marzo 1952 e il 1946.
Il nome fu stabilito in base ad una votazione, che vide vincitrice la proposta di Juan Arica, di nominare il club Torino, in omaggio alla scomparsa del Grande Torino, di Valentino Mazzola.
Nel 1952 si iscrisse alla seconda divisione del campionato di calcio del Pariñas e nello stesso anno fu promosso in prima divisione dove riuscì a vincere i titoli di campione nel 1963, 1965, 1968 e 1969, anno in cui giocò la finale contro Blondell che batté per un gol a zero.

### Scalata in prima divisione
A metà del 1970 vinse la sua prima Copa Perú, superando in classifica squadre come FBC Melgar di Arequipa e CNI di Iquitos, ottenne il titolo in assenza di una data per finire la finale esagonale, battendo l'Unión Ocopilla di Huancayo per 2 -1 con gol di Luis 'El Pollo' Ramírez.
César Vázquez Pinillos era presidente e il paraguaiano César Cubilla era l'allenatore, che condusse il club per la prima volta in Prima Divisione, terminando la prima stagiono all'11º posto su 14 squadre partecipanti. La retrocessione del club avverrà nel torneo di Campionato Decentralizzato del 1973.
Due anni dopo l'Atlético Torino vinse la sua seconda Coppa, ma quell'anno, per motivi della Legge 20555, non ci fu la promozione nel professionismo. Il ritorno fu allora nel 1977, dove ottenne la sua terza Coppa del Perù dopo aver vinto sconfitto lo Sportivo Huracán.
Nel Campionato Decentralizado del 1980, raggiunse il secondo posto, qualificandosi per la Coppa Libertadores del 1981, giocando nel girone insieme allo Sporting Cristal, ai cileni del Cobreloa della città di Calama e Universidad de Chile. Tuttavia il club subì una pesante sconfitta per 6-1 a Calama contro il Cobreloa. Venne eliminato al primo turno della competizione, mentre subì una retrocessione in campionato. L'Atletico Torino ritornò in grande stile nel 1982, sotto la presidenza di Edilberto Farfán, dopo aver vinto la sua quarta Copa Perú, in una delle finali più ravvicinate, con tre squadre in pareggio con 6 punti: Torino, Deportivo Cantolao del Callao e Atlético Grau de Piura. La sua permanenza nella massima serie durò fino al 1987, quando tornò al suo campionato d'origine dopo essersi classificato agli ultimi posti nel torneo regionale.
Il suo ultimo titolo risale alla Copa Perú del 1994 dove, dopo aver lasciato in trasferta l'FBC Aurora di Arequipa e José Gálvez FBC di Chimbote, è riuscito a sollevare il trofeo per la quinta volta. Con questo il club ottenne il diritto di partecipare nuovamente alla Prima Divisione, dove la sua ultima apparizione fu nel Campionato Decentralizzato del 1997, quando si classificò penultimo e dovette retrocedere nuovamente.

### Retrocessione e Seconda Divisione
Al suo ritorno alla fase regionale della Copa Perù 1998, è stato rapidamente eliminato dopo aver perso 2-1 contro l'IMI de Talara de Talara nella partita supplementare del gruppo A.
Nel 2008 è diventato nuovamente campione del Dipartimento di Piura, vincendo la finale contro il suo classico rivale Atlético Grau. Il Club Atlético Torino ha continuato ad avanzare fino alla Copa Perù 2008, piazzandosi terzo ed entrando in Seconda Divisione. Nelle stagioni successive, il club non è riuscito a portare a termine buoni campionati e ha lottato costantemente contro la retrocessione, oltre a soffrire di una grave crisi economica che lo ha portato a perdere punti nel girone di ritorno. Nel 2013 l'Atlético Torino partì molto bene in seconda divisione, ma purtroppo con il passare dei mesi le sue prestazioni diminuirono e ancora una volta dovettero accontentarsi di restare in seconda divisione.

### Seconda e Terza divisione
Con il ritorno in panchina di Segundo Gonzales, la squadra, nonostante i problemi interni, riuscì ancora una volta a raggiungere i primi posti nella Seconda Divisione del Perù, facendo proprio il bastione del Campeonísimo e mettendo in luce giocatori come il portiere Renzo Cáceres, Jordy " Patillo" Reyes e Giancarlo Gómez, conquistando così il terzo posto nella caldsifica della Seconda Divisione 2013.
In Seconda Divisione 2016, dopo un'accesa battaglia con lo Sport Boys, reteocede in terza divisione. Ha iniziato la sua partecipazione alla Copa Perù 2017 dallo Stadio Dipartimentale di Piura dove è stato eliminato prima di giocare in semifinale con l'Atlético Grau poiché il suo consiglio di amministrazione non era registrato nei registri pubblici.
Nella Coppa del Perù 2018 è stato campione dipartimentale e si è qualificato per la fase nazionale. È stata eliminata dall'Alianza Univ. de Huánuco nei quarti di finale con un punteggio complessivo di 3–2. L'anno successivo non partecipò per questioni amministrative prima dell'inizio dello Stage Dipartimentale.
È tornato all'attività nella Copa Perù 2022 dove si è qualificato per la fase nazionale come campione dipartimentale. È stato eliminato nella prima fase dopo aver terminato al 36º posto nella classifica generale con 6 punti.
Nel 2023 si è laureato campione distrettuale ma è stato squalificato prima di disputare la finale provinciale per debiti.

## Strutture

### Stadio
Lo Stadio Campeonísimo, situato nella città di Talara, dipartimento di Piura, ha una capienza di 8.000 posti a sedere.
Lo stadio, di proprietà dell'IPD-Piura, fu inaugurato nel 1977, in occasione della partecipazione dell'Atlético Torino alla prima Divisione del Perù. Tuttavia, in diverse occasioni i Talareños hanno dovuto cambiare sede, con lo stadio Campeones del 36 di Sullana che è stato utilizzato in alternativa dal Torino.

## Allenatori e presidenti
Di seguito l'elenco degli allenatori e dei presidenti dell'Altético Torino.
- 1970  César Cubilla
- 1970  Diego Agurto
- 1972  Juan Seminario
- 1973  Juan Honores
- 1974-1977  Carlos Bustinza
- 1978  Diego Agurto
- 1979  Eloy Campos
 Mosè Barack
- 1980-1981  Diego Agurto
- 1982-1983  Moisés Barack
- 1986  Vito Andrés Bartoli
- 1987-1988 sconosciuto
- 1989  Humberto Arevalo
- 1991-1992  Miguel Ángel Guzmán
- 1993 sconosciuto
- 1994-1995  Diego Agurto
- 1995  Rufino Bernales Francia
 José Carlos Amaral
 Percy Maldonado
- 1996  César Cubilla
- 1997  Antonio Carlos Vieira
 Freddy Bustamante
 Willy Laya Cabrera
- 1998  Percy Maldonado
- 1999  Segundo Cruz
- 2000-2001  Pedro Sánjinez
- 2002  Alberto Ramírez
- 2003-2004  Segundo Gonzales
- 2005-2006  Percy Maldonado
- 2007  José Ramírez Cubas
- 2008  Jorge Zúñiga
 Roberto Chale
 Jorge Zúñiga
- 2009  Eduardo Asca
 Percy Maldonado
- 2010:  Roberto Chale
 Alberto Ramírez
 Percy Maldonado
- 2011-2013  Segundo Gonzales
- 2014  Juan Carlos Bazalar
 Jorge Ágapo Gonzales
 Francisco Montero
- 2015  Segundo Gonzales
- 2016  Carlos Cortijo
 Juan Pajuelo
 Percy Maldonado
 Fidel Suárez
- 2017  Matías Tatángelo
 Alberto Ramírez
- 2018  Godofredo Reyes
 Willy Laya Cabrera
 Marcial Salazar
 Manuel Riofrío
- 2019-2021  Godofredo Reyes
- 2022   Jorge Ágapo Gonzales
- 2023-2024  Segundo Gonzales
- 2024- sconosciuto

- 1957-2020 sconosciuto
- 2021-   José Antonio Silva Mendoza

## Palmares

### Competizioni nazionali
- Copa Perú: 5

1970, 1975, 1977, 1982, 1994

### Competizioni regionali
- Lega dipartimentale di San Martín de Porres: 8

1969, 1974, 1976, 1987, 1994, 2008, 2018, 2022
- Liga Provincial de Talara: 5

1976, 2003, 2007, 2008, 2023

## Organico
Aggiornato al 2010.
| N. |                 | Ruolo | Calciatore              |
| -- | --------------- | ----- | ----------------------- |
| 1  | Perù (bandiera) | P     | Renzo Cáceres           |
| 2  | Perù (bandiera) | D     | Harold Beltrán          |
| 4  | Perù (bandiera) | D     | Éder Hidalgo            |
| 5  | Perù (bandiera) | C     | Giancarlo Valladares    |
| 6  | Perù (bandiera) | D     | Iván Nole               |
| 7  | Perù (bandiera) | C     | Nelson Roque (Capitano) |
| 8  | Perù (bandiera) | A     | Luciano Arévalo         |
| 9  | Perù (bandiera) | A     | Víctor Cárdenas         |
| 10 | Perù (bandiera) | C     | Armando Farfán          |
| 11 | Perù (bandiera) | C     | Alexis Torres           |
| 14 | Perù (bandiera) | C     | Edson Panta             |
| 15 | Perù (bandiera) | D     | Óscar Guerra            |

| N. |                    | Ruolo | Calciatore       |
| -- | ------------------ | ----- | ---------------- |
| 17 | Perù (bandiera)    | C     | Gino Navarro     |
| 18 | Perù (bandiera)    | D     | William Araujo   |
| 19 | Perù (bandiera)    | D     | Henry Ramírez    |
| 20 | Perù (bandiera)    | A     | Manuel Ato       |
| 21 | Perù (bandiera)    | P     | Esteban Mendoza  |
| 22 | Perù (bandiera)    | C     | Pedro Gómez      |
| 23 | Perù (bandiera)    | D     | Jorge Varillas   |
| 26 | Perù (bandiera)    | C     | Cristian Salazar |
| 27 | Perù (bandiera)    | A     | Joao Ramírez     |
|    | Perù (bandiera)    | D     | Manuel Cerna     |
|    | Perù (bandiera)    | D     | Manuel Marengo   |
|    | Brasile (bandiera) | A     | Luizinho         |